# Andromeda XIII
Andromeda XIII ist eine spheroidale Zwerggalaxie (dSph) im Sternbild der Andromeda. Sie ist eine Satellitengalaxie von M31 und wurde im Jahr 2006 durch die Forschergruppe Martin et al. entdeckt. Die Galaxie liegt in einer Entfernung von etwa 2,6 Millionen Lichtjahren von unserem Sonnensystem.

## Weiteres
- Liste der Satellitengalaxien von Andromeda
- Andromedagalaxie
- Lokale Gruppe